# 大塩温泉 (長野県)
大塩温泉（おおしおおんせん）は、長野県上田市（旧国信濃国）にある温泉。

## 泉質
- 硫酸塩泉
  - 源泉温度39℃
  - 無色透明の源泉

## 温泉街
国道254号沿いに温泉地が広がる。2020年現在、「湯元旭館」という旅館1軒のみ営業を続けている。温泉街は小規模だが、かつては数軒も旅館が存在していた。
共同浴場は1軒存在し、公民館が併設されている。

## 歴史
開湯伝説によれば、天文年間の発見とされる。戦国時代は武田信玄の隠し湯であったという。
傷病に対する効能があったことから、東京品川陸軍病院分院もこの地に置かれた。
昭和31年6月15日 - 厚生省告示第152号により、内村温泉の一部として鹿教湯温泉、霊泉寺温泉とともに国民保養温泉地に指定。指定時は3温泉の総称は内村温泉であったが、のちに丸子温泉郷へと改められている。

## アクセス
- 鉄道：北陸新幹線・しなの鉄道 上田駅よりバスで約60分。「大塩温泉」バス停下車。
- 自動車：上信越自動車道東部湯の丸ICより40分。